# 蘇伊士省
蘇伊士省（阿拉伯语：محافظة السويس），是埃及二十七省之一，位于該國東北部，南臨蘇伊士灣。首府蘇伊士。面积17,840平方公里，人510,935人（2006年统计）。

## 天然資源
石灰岩、黏土、石油、大理岩。

## 出口
- 番木瓜

## 外部連結
- 官方網頁 （阿拉伯文）